# Petrești (župa Dâmbovița)
Petrești je rumunská obec v župě Dâmbovița. Žije zde přibližně 5 100 obyvatel. Obec se skládá ze sedmi částí.

## Části obce
- Petrești – 965 obyvatel
- Coada Izvorului – 292 obyvatel
- Gherghești – 406 obyvatel
- Greci – 988 obyvatel
- Ionești – 1 618 obyvatel
- Potlogeni-Deal – 181 obyvatel
- Puntea de Greci – 635 obyvatel

## Rodáci
- Elena Ceaușescuová (1916–1989) – manželka komunistického rumunského prezidenta Nicolae Ceaușesca